# Jagdgeschwader 2 (1917–1918)
Jagdgeschwader Nr. II – JG II – wyspecjalizowana niemiecka jednostka lotnicza Luftstreitkräfte z okresu I wojny światowej.
Wzorując się na utworzonej przez Manfreda von Richthofena w czerwcu 1917 jednostce Jagdgeschwader 1, na początku lutego 1918 roku utworzono podobne zgrupowanie pod nazwą Jagdgeschwader nr 2. Połączono cztery eskadry myśliwskie Jasta 12, Jasta 13, Jasta 15 i Jasta 19 w jedną jednostkę taktyczną pod dowództwem asa Jasta 12 Adolfa Ritter von Tutscheka.

## Dowódcy dywizjonu
| Stopień   | Nazwisko                  | Okres                   |
| --------- | ------------------------- | ----------------------- |
| Kapitan   | Adolf Ritter von Tutschek | 02.02.1918 – 15.03.1918 |
| Kapitan   | Rudolph Berthold          | 18.03.1918 – 10.08.1918 |
| Kapitan   | Hugo Weingarth            | 10.08.1918 – 12.08.1918 |
| Kapitan   | Heinz Anton von Brederlow | 12.08.1918 – 12.08.1918 |
| Kapitan   | Rudolph Berthold          | 12.08.1918 – 13.08.1918 |
| Porucznik | Joseph Veltjens           | 13.08.1918 – 31.08.1918 |
| Porucznik | Oskar von Boenigk         | 31.08.1918 – 28.09.1918 |
| Porucznik | Joseph „Seppl” Veltjens   | 28.09.1918 – 12.10.1918 |
| Porucznik | Oskar von Boenigk         | 12.10.1918 – 25.10.1918 |
| Porucznik | Fritz Krapfenbauer        | 25.10.1918 – 02.11.1918 |
| Porucznik | Oskar von Boenigk         | 02.11.1918 – 11.11.1918 |